# Tomasz Marcinkiewicz
Tomasz Marcinkiewicz z Ryngowian herbu Łabędź – generał adiutant jego Królewskiej Mości, podczaszy wileński w latach 1768–1792, sędzia grodzki wileński w latach 1765–1767.
Właściciel folwarku Tundziszki.
Żonaty z Barbarą Żabą.